# Roca Gran (Guardiola de Berguedà)
La Roca Gran és una muntanya de 1.961 metres que es troba a l'enclavament de Gréixer, dins del municipi de Guardiola de Berguedà, a la comarca catalana del Berguedà.